# Кубок Гордона Беннетта (воздухоплавание)
Кубок Гордона Беннетта (Coupe Aéronautique Gordon Bennett) — старейшие соревнования газовых шаров. Впервые были проведены в Париже 30 сентября 1906 года. Спонсором соревнований выступил миллионер Гордон Беннетт, владелец газеты New York Herald. Как объясняют организаторы, правила соревнований просты: «улететь как можно дальше от точки старта».
Соревнования проводились ежегодно с 1906 по 1938 годы, кроме периода Первой мировой войны и 1931 года. В 1939 году соревнования в Польше были отменены из-за вторжения Германии и начала Второй мировой войны. До 1979 года, когда американец Том Хайншаймер получил разрешение провести гонки, соревнования не возобновлялись. Официальное возрождение соревнований под эгидой Fédération Aéronautique Internationale (FAI) произошло в 1983 году.
12 сентября 1995 года три газовых аэростата, принимавших участие в гонке на Кубок Гордона Беннетта, вошли в воздушное пространство Белоруссии. Первый из аэростатов приблизился к авиабазе, не реагировал на радиовызовы и был сбит вертолётом Ми-24 ВВС Беларуси, в результате падения с двухкилометровой высоты оба члена экипажа, граждане США Алан Френкель и Джон Стюарт-Джервис, погибли. Тела погибших были найдены недалеко от города Берёза (Брестская область). Два других аэростата были принуждены к посадке, а их экипажи были задержаны.
В 1996 году Международная федерация воздухоплавателей приняла резолюцию, запретившую соревнования над территорией Беларуси до тех пор, пока власти страны не примут рекомендации, которые им дали после этого инцидента.